# Rhabdomastix mexicana
Rhabdomastix mexicana är en tvåvingeart som beskrevs av Alexander 1938. Rhabdomastix mexicana ingår i släktet Rhabdomastix och familjen småharkrankar. Inga underarter finns listade i Catalogue of Life.